# Benin i olympiska sommarspelen 2020
Benin deltog med en trupp på sju idrottare vid de olympiska sommarspelen 2020 i Tokyo som hölls mellan den 23 juli och 8 augusti 2021 efter att ha blivit framflyttad ett år på grund av coronaviruspandemin. Det var 12:e sommar-OS som Benin deltog vid sedan landets debut 1972. Sedan dess har Benin endast missat ett sommar-OS, 1976 i Montréal, då landet var en del av den afrikanska bojkotten. Ingen av landets deltagare erövrade någon medalj.

## Friidrott
Förkortningar
- Notera– Placeringar avser endast det specifika heatet.
- Q = Tog sig vidare till nästa omgång
- q = Tog sig vidare till nästa omgång som den snabbaste förloraren eller, i teknikgrenarna, genom placering utan att nå kvalgränsen
- i.u. = Omgången fanns inte i grenen
- Bye = Idrottaren behövde inte tävla i omgången

Gång- och löpgrenar
| Idrottare     | Gren            | Kval       | Kval      | Omgång 1         | Omgång 1         | Semifinal        | Semifinal        | Final            | Final            |
| Idrottare     | Gren            | Resultat   | Placering | Resultat         | Placering        | Resultat         | Placering        | Resultat         | Placering        |
| ------------- | --------------- | ---------- | --------- | ---------------- | ---------------- | ---------------- | ---------------- | ---------------- | ---------------- |
| Didier Kiki   | Herrarnas 100 m | 10,69 0PB0 | 6         | Gick inte vidare | Gick inte vidare | Gick inte vidare | Gick inte vidare | Gick inte vidare | Gick inte vidare |
| Noélie Yarigo | Damernas 800 m  | 2.00,11    | 2 Q       | i.u.             | i.u.             | 2.01,41          | 7                | Gick inte vidare | Gick inte vidare |

Mångkamp – Damernas sjukamp
| Idrottare         | Gren     | 100H  | HH   | KS    | 200 m      | LH   | SK    | 800 m   | Totalt | Placering |
| ----------------- | -------- | ----- | ---- | ----- | ---------- | ---- | ----- | ------- | ------ | --------- |
| Odile Ahouanwanou | Resultat | 13,31 | 1,74 | 15,45 | 23,85 0SB0 | 6,07 | 43,96 | 2.29,05 | 6186   | 15        |
| Odile Ahouanwanou | Poäng    | 1078  | 903  | 891   | 995        | 871  | 743   | 705     | 6186   | 15        |

## Judo
| Idrottare          | Gren                         | 32-delsfinal         | Sextondelsfinal         | Åttondelsfinal       | Kvartsfinal          | Semifinal            | Återkval             | Final / BM           | Final / BM       |
| Idrottare          | Gren                         | Motståndare Resultat | Motståndare Resultat    | Motståndare Resultat | Motståndare Resultat | Motståndare Resultat | Motståndare Resultat | Motståndare Resultat | Placering        |
| ------------------ | ---------------------------- | -------------------- | ----------------------- | -------------------- | -------------------- | -------------------- | -------------------- | -------------------- | ---------------- |
| Celtus Dossou Yovo | Herrarnas mellanvikt (90 kg) | bye                  | Igolnikov (ROC) F 00-10 | Gick inte vidare     | Gick inte vidare     | Gick inte vidare     | Gick inte vidare     | Gick inte vidare     | Gick inte vidare |

## Rodd
| Idrottare      | Gren                    | Heat    | Heat      | Återkval | Återkval  | Kvartsfinal | Kvartsfinal | Semifinal | Semifinal | Final   | Final     |
| Idrottare      | Gren                    | Tid     | Placering | Tid      | Placering | Tid         | Placering   | Tid       | Placering | Tid     | Placering |
| -------------- | ----------------------- | ------- | --------- | -------- | --------- | ----------- | ----------- | --------- | --------- | ------- | --------- |
| Privel Hinkati | Herrarnas singelsculler | 7.40,87 | 5 R       | 7.55,93  | 4 SE/F    | bye         | bye         | 7.49,46   | 2 FE      | 7.38,58 | 27        |

Teckenförklaring: FA= A-final (medalj); FB=B-final (ingen medalj); FC= C-final (ingen medalj); FD= D-final (ingen medalj); FE=E-final (ingen medalj); FF=F-final (ingen medalj); SA/B=Semifinal A/B; SC/D=Semifinal C/D; SE/F=Semifinal E/F; QF=Kvartsfinal; R=Återkval

## Simning
| Idrottare       | Gren                  | Heat  | Heat      | Semifinal        | Semifinal        | Final            | Final            |
| Idrottare       | Gren                  | Tid   | Placering | Tid              | Placering        | Tid              | Placering        |
| --------------- | --------------------- | ----- | --------- | ---------------- | ---------------- | ---------------- | ---------------- |
| Marc Dansou     | Herrarnas 50 m frisim | 24,99 | 53        | Gick inte vidare | Gick inte vidare | Gick inte vidare | Gick inte vidare |
| Nafissath Radji | Damernas 50 m frisim  | 29,99 | 69        | Gick inte vidare | Gick inte vidare | Gick inte vidare | Gick inte vidare |